# 陝西道
陕西道，明朝清朝都察院所属诸道之一。
明太祖洪武十五年（1382年）设，有监察御史八人。南京都察院设监察御史二人。在本道外协管后军都督府、大理寺、行人司、在京府鹰扬等八卫、安化等四府和直隶和州。
清朝沿置。掌陕西道兼理湖广道。乾隆十四年（1749）设掌印监察御史、监察御史，均满、汉各一人，属官有笔帖式、经承等。负责稽核陕西刑名，兼管甘肃、新疆案件，并稽察工部及宝源局事务，复勘工部工程和监放宝源局以局钱搭放兵饷等事。